# ワイソフ記号
ワイソフ記号（ワイソフきごう、英: Wythoff symbol）とは、一様多面体を表すために使われる記号の一種である。これは頂点の角度が π/p,π/q,π/r の球面三角形に基づいている。
- 頂点の像が球面三角形PQRの頂点Pにある場合

「p|q r」と表し、頂点形状は [q,r,q,r...] （2p回繰り返す）である。
- 頂点の像が辺PQ上にある場合

「p q|r」と表し、頂点形状は [p,2r,q,2r] である。
- 頂点の像が内心にある場合

「p q r|」と表し、頂点形状は [2p,2q,2r] である。
または「p q (r s) |」と表し、頂点形状は [2p,2q,-2p,-2q] である。これは、「p q r|」と「p q s|」が混ざったものである。
- 頂点の像が一つおきの面にある場合

「|p q r」と表し、頂点形状は [p,3,q,3,r,3] である。
一様多面体の中でもほかとは異なる性質を持っている大二重斜方二十・十二面体は球面三角形とは無関係（球面四角形から作られる）のため、通常のワイソフ記号では表すことができない。それでこのように表す。
- 「|p q r s」と表し、頂点形状は [p,4,q,4,r,4,s,4] である。